# Strongylosoma tropiferum
Strongylosoma tropiferum är en mångfotingart som beskrevs av Carl Graf Attems 1903. Strongylosoma tropiferum ingår i släktet Strongylosoma och familjen orangeridubbelfotingar. Inga underarter finns listade i Catalogue of Life.